# Jiang Wenli
En una onomàstica xinesa Jiang es el cognom i Wenli el prenom.
Jiang Wenli (xinès simplificat: 蒋雯丽) (Bengbu 1966 - ) Actriu, guionista i directora de cinema xinesa. Ha guanyat un gran nombre de premis i ha estat nominada per les seves actuacions al cinema i a la televisió, en nombrosos festivals com Premis de Cinema Cavall d'Or, Festa del Cinema di Roma, Feitan Award, Golden Eagle Award i el Magnolia Award.

## Biografia
Jiang Wenli va néixer el 20 de juny de 1966 a Bengbu, província d'Anhui (Xina). El seu pare era enginyer i la seva mare treballava en una operadora de telefonia ferroviària. El seu pare li va comprar llibres i reproduccions de quadres de fama mundial des que era petita, i la seva mare la va matricular a classes de gimnàstica i dansa i teatre . Quan va néixer Jiang Wenli, el seu avi ja tenia 81 anys, i com que la seva mare estava ocupada amb la feina i tenia dues germanes grans per cuidar, Jiang va anar a viure amb el seu avi durant dotze anys.
El 1986, que va suspendre l'examen d'accés a la universitat; va ingressar a l'Anhui Water Conservancy School (avui Anhui Water Conservancy and Hydropower Vocational and Technical College). Després de graduar-se, va ser assignada a treballar en una depuradora d'aigua. Després de treballar durant dos anys, va decidir entrar a l'Acadèmia de Cinema de Pequín per estudiar interpretació.

#### Actriu al cinema i a la televisió
Va començar a treballar en sèries de televisió mentre encara estudiava. El seu primer paper va ser el de mestra d'una escola bressol, en una sèrie de televisió de nou capítols titulada "Lily on the Cliff" (悬崖百合), emesa el 1989 , que va guanyar el Premi Feitian, un premi específic per a la televisió.
El seu primer paper al cinema va ser, l'any següent, el de Shuixiu (水秀), al costat del futur director Wang Quan'an (王全安) a "Plain Grass" (离离原上草). Abans d'acabar els seus estudis, el 1992, va interpretar el paper de Xinghua (杏花), al costat de Zhang Guoli  en "杏花三月"  (La història de Xinghua) o (Flors d'albercoc al març)  dirigida per Yin Li (尹力).
En acabar els seus estudis, va marxar un temps als Estats Units abans de tornar a la Xina el 1993 per seguir la seva carrera d’actriu. Al seu retorn, va protagonitzar una pel·lícula de Liu Miaomiao. Però sobretot va destacar al interpretar el paper d'una prostituta, la mare de Xiao Douzi (小豆子) a Adéu a la meva concubina (霸王别姬) del director Chen Kaige, que va guanyar la Palma d'Or al 46è Festival Internacional de Cinema de Canes el 1993.  El director de fotografia era Gu Changwei, futur director de cinema, amb qui Jiang es va casar el mateix any.
El 2011 va participar en el film  辛亥革命 (Xinhai Revolution / 1911) dirigida per Jackie Chan i Zhang Li, interpretant el paper d'una de les tres germanes Soong, Soong Ching-ling.
Entre el 2011 i el 2015 va treballar en pel·lícules com  "Love for Life" (最爱),  "Love on the Cloud" (微爱之渐入佳境) de Gu Changwei , "The Left Ear" (左耳), d'Alec Su i "The Master" (师父), de Xu Haofeng amb un paper molt adequat a ella, al costat de Liao Fan (廖凡).
El 2019 va participar en "Midnight Diner" del director Tony Ka Fai Leung, amb el paper de la "Sra. Jin".
El 2023 es va emetre la sèrie de televisió de 39 episodis, "Love at the Corner", protagonitzada per Jiang, interpretant el paper de "Fang Ling".

#### Teatre
El 2004, Jiang va actuar en l'adaptació de Lin Zhaohua de "L'hort dels cirerers" del dramaturg rus Anton Txékhov. El 2014, va protagonitzar el muntatge del director taiwanès Stan Lai de l'obra "I take your hand in mine" de Carol Rocamora, a partir de le cartes entre Txékhov i la seva dona, l'actriu  Olga Knipper.
En relació al seu interés pel teatre, Jiang va manifestar en una entrevista "M'agrada actuar als teatres i recórrer diferents ciutats. És molt emocionant actuar davant d'un públic que respira amb mi i em dóna feedback instantani. Sento més energia".
El 2017 Jiang va  tornar al teatre protagonitzant "Same Time, Next Year"  una adaptació xinesa de la comèdia romàntica del 1975 del dramaturg canadenc Bernard Slade. Dirigida pel director rus Yury Yeremin, l'obra es va estrenar a Tianjin i va recórrer set ciutats d'arreu del país, incloses Pequín, Shenzhen i Xiamen. La història tracta sobre el comptable George Peters, que viu a Nova Jersey, i la mestressa de casa de Oakland, Doris. Es troben per casualitat en una posada del nord de Califòrnia l'any 1951. Després d'una nit, acorden reunir-se un cop l'any a la mateixa fonda i el mateix dia. Com que tots dos estan casats i tenen famílies, durant els propers 25 anys desenvolupen una mena de relació més enllà de la dels amants. A mesura que la societat i les seves vides canvien, parlen de tot, des de la política fins als problemes matrimonials i les seves relacions amb els seus fills.

#### Directora
L'any 2009 va rodar la seva primera pel·lícula, "Lan" (兰) o "Let's meet in Heaven" (我们天上见). El film va guanyar el premi KNN Audience Award al Festival Internacional de Cinema de Busan l'octubre de 2009, després, el 2010 va  competir a la secció "Nous talents" (亚洲新人) al Festival Internacional de Cinema de Shanghai. També va guanyar el premi al millor director i el premi al millor actor protagonista al primer Macau International Movie Festival. Protagonitzada pel veterà actor teatral Zhu Xu, la pel·lícula explica la història càlida i commovedora d'una nena i el seu avi als anys setanta. Es basa en els records de la infantesa de la vida real de Jiang.

## Filmografia destacada

#### Cinema
| Any  | Títol anglès                   | Títol xinès      | Paper                |
| 1989 | Lili in Grassland              | 漓漓原上草       | Shui Xiu             |
| 1991 | A Mysterious Couple            | 神秘夫妻         | Bai Li               |
| 1992 | The Story of Xinghua           | 杏花三月天       | Xinghua              |
| 1993 | Farewell My Concubine          | 霸王别姬         | Mare de Xiao Douzi   |
| 1996 | Family Matters                 | 家事             | Yi Xin               |
| 1997 | Mr. Zhao                       | 赵先生           | Lin Cao              |
| 1997 | The Cat Steals Eyes            | 猫眼神偷         | Miss. Wang           |
| 1999 | Female Coach & Male Player     | 女帅男兵         | Wen Jie              |
| 2000 | The Gua Sha Treatment          | 刮痧             | Jian Ning            |
| 2003 | Taiwan Story                   | 台湾往事         | La mare              |
| 2005 | Shuangshuang and Her Cat       | 双双与小猫       | Mare de Shuangshuang |
| 2006 | The Winter of Three Persons    | 三个人的冬天     | Yun Feng             |
| 2007 | And the Spring Comes           | 立春             | Wang Cailing         |
| 2008 | Lost Indulgence                | 秘岸             | Fan Li               |
| 2009 | Lan                            | 我们天上见       | Dentista Wang        |
| 2010 | Major Secretary                | 第一书记         | Judgessa             |
| 2011 | Love for Life                  | 最爱             | Liang Fang           |
| 2011 | Xinhai Revolution /1911 (film) | 辛亥革命         | Soong Ching-ling     |
| 2011 | Son of the Stars               | 星星的孩子       |                      |
| 2013 | Clear Truth                    | 白相             |                      |
| 2014 | Love on the Cloud              | 微爱之渐入佳境   | The landlord         |
| 2015 | The Left Ear                   | 左耳             | Mare de Xu Yi        |
| 2015 | The Master                     | 师父             | Zou Rong             |
| 2015 | Distance                       | 再见，在也不见   | Xie Hong             |
| 2015 | July Water                     | 七月流水         | Xiu Lan              |
| 2016 | A Wishing Tree                 | 一棵心中的许愿树 |                      |
| 2017 | Our Time Will Come             | 明月几时有       | Dona de Mao Dun      |
| 2019 | Midnight Diner                 | 深夜食堂         |                      |
| 2023 | Hidden Strike                  | 狂怒沙暴         | Professora Chang     |

#### Televisió
| Any  | Títol anglès                       | Títol xinès    | Paper          |
| 1989 | Cliff Lilies                       | 悬崖百合       | Su Shan        |
| 1991 | On the Mountain of Horse Race      | 跑马溜溜的山上 | Sister Li      |
| 1993 | Shenheyuan                         | 神禾塬         | Mei Lian       |
| 1995 | Son of the Earth                   | 大地之子       | Jiang Yuemei   |
| 1997 | Holding Hands                      | 牵手           | Xia Xiaoxue    |
| 1997 | Sunset in the Forbidden City       | 日落紫禁城     | Consort Zhen   |
| 1997 | Waiting One Thousand Years         | 千年等一回     | A Xiu          |
| 1998 | Love You                           | 爱你           | Xu Wan         |
| 1998 | Guo Moruo and Anna                 | 郭沫若与安娜   | Anna           |
| 2000 | Warning Line                       | 警戒线         | Li Jingwei     |
| 2001 | Black Ice                          | 黑冰           | Wang Jingwen   |
| 2001 | The Grand Mansion Gate             | 大宅门         | Bai Yuting     |
| 2002 | Unusual Citizen                    | 非常公民       | Wan Rong       |
| 2003 | The Grand Mansion Gate 2           | 大宅门2        | Bai Yuting     |
| 2004 | He Loved Me, She Let Me Go         | 爱过我，放了我 | Wen Qiang      |
| 2004 | I'm Looking Forward to Being Loved | 好想好想谈恋爱 | Tan Ailin      |
| 2004 | Chinese Divorce                    | 中国式离婚     | Lin Xiaofeng   |
| 2005 | Deep Breath                        | 深呼吸         | Xiao Xiumeng   |
| 2006 | Madam Yu Ching                     | 玉卿嫂         | Madam Yu Ching |
| 2007 | Golden Anniversary                 | 金婚           | Wen Li         |
| 2008 | Seven Days that Shocked the World  | 震撼世界的七日 | Du Lijuan      |
| 2009 | Blood Marriage                     | 血色婚姻       | Xu Ke          |
| 2011 | Happiness Knocks the Door          | 幸福来敲门     | Jiang Lu       |
| 2013 | Mother Wants to Remarry            | 娘要嫁人       | Qi Zhifang     |
| 2013 | Woman Gang                         | 女人帮         | Zhu Li         |
| 2014 | The Love Is Inconceivable          | 爱情最美丽     | Niu Meili      |
| 2016 | Keep the Marriage as Jade          | 守身如玉       | Su Ran         |
| 2016 | Hey, Kids                          | 嘿，孩子       | Fang Yun       |
| 2017 | The Flowers and Distant Place      | 花儿与远方     | Hao Yulan      |
| 2018 | The Story of Zheng Yang Gate       | 正阳门下小女人 | Xu Huizhen     |
| 2021 | The Dance of the Storm             | 风暴舞         | Ruan Taiyuan   |

## Premis i nominacions
| Any                                | Nominada                   | Premi                    | Resultat   |
| Huabiao Film Awards                |                            |                          |            |
| 1999 (6th)                         | Female Coach & Male Player | Actriu debutant          | Guanyadora |
| 2003 (10th)                        | Taiwan Story               | Actriu debutant          | Guanyadora |
| Golden Rooster Awards              |                            |                          |            |
| 2003 (23rd)                        | Taiwan Story               | Millor actriu            | Nominada   |
| 2009 (27th)                        | And the Spring Comes       | Millor actriu            | Guanyadora |
| 2011 (28th)                        | Lan                        | Millor director debutant | Nominada   |
| 2017 (31st)                        | The Final Master           | Millor actriu secundària | Nominada   |
| Hundred Flowers Film Awards        |                            |                          |            |
| 2012 (31st)                        | Love for Life              | Millor actriu secundària | Nominada   |
| Golden Horse Awards                |                            |                          |            |
| 2011 (48th)                        | Love for Life              | Millor actriu secundària | Nominada   |
| 2015 (52nd)                        | The Final Master           | Millor actriu secundària | Nominada   |
| Asian Film Awards                  |                            |                          |            |
| 2009 (3rd)                         | And the Spring Comes       | Millor actriu            | Nominada   |
| Chinese Film Media Awards          |                            |                          |            |
| 2002 (2nd)                         | The Gua Sha Treatment      | Millor actriu            | Nominada   |
| 2009 (9th)                         | And the Spring Comes       | Millor actriu            | Nominada   |
| Golden Phoenix Awards              |                            |                          |            |
| 2001 (8th)                         | Society Award              | —                        | Guanyadora |
| 2005 (10th)                        | Society Award              | —                        | Guanyadora |
| Macau International Movie Festival |                            |                          |            |
| 2009 (1st)                         | Lan                        | Millor director          | Guanyadora |
| Rome International Film Festival   |                            |                          |            |
| 2007                               | And the Spring Comes       | Millor actriu            | Guanyadora |
| Chinese American Film Festival     |                            |                          |            |
| 2009 (5th)                         | And the Spring Comes       | Millor actriu            | Guanyadora |